# Javorovac
Javorovac – wieś w Chorwacji, w żupanii kopriwnicko-kriżewczyńskiej, w gminie Novigrad Podravski. W 2011 roku liczyła 75 mieszkańców.